# Cotinga
Genre
Cotinga est un genre de passereaux de la famille des Cotingidae.

## Liste d'espèces
Selon la classification de référence du Congrès ornithologique international (version 2.11, 2012) (ordre phylogénique), ce genre comprend sept espèces :
- Cotinga amabilis Gould, 1857 – Cotinga céleste
- Cotinga ridgwayi Ridgway, 1887 – Cotinga turquoise
- Cotinga nattererii (Boissonneau, 1840) – Cotinga bleu
- Cotinga maynana (Linnaeus, 1766) – Cotinga des Maynas
- Cotinga cotinga (Linnaeus, 1766) – Cotinga de Daubenton
- Cotinga maculata (Statius Muller, 1776) – Cotinga cordonbleu
- Cotinga cayana (Linnaeus, 1766) – Cotinga de Cayenne